# ブリスター!
『ブリスター!』（Blister）は、伊藤英明主演、須賀大観監督の日本映画。2000年7月1日公開。

## 概要
コレクター、オタク、サブカルチャーの世界に生きる若者達のこだわりと葛藤を、軽快かつ多彩な映像表現で描く。
作中に登場するヘルバンカーのフィギュアがセットになった前売券が発売された。
2000年のゆうばり国際ファンタスティック映画祭でファンタランド大賞（観客投票1位）を獲得した。また、みちのく国際ミステリー映画祭においては新人監督奨励賞グランプリを獲得している。

## ストーリー
法律もクソもない時代の砂漠、二人の男が銃を突きつけあっている。「その鞄の中のプラスチックをよこせ」という片方の男。しかしもう片方の男はこれに対しこう啖呵を切る。「これはただのプラスチックじゃねえ。トロン、スターマン、ウィッチブレイド、ハイランダー、アースワームジム、第5惑星、プルガサリ、エイリアンネイション、バッカルーバンザイ、ココバットジョー、スパイダーマン、ハードウェアウォーズ。遠い昔『フィギュア』と呼ばれたこのプラスチックの塊こそ、人類を救う鍵だ」
一方現代。アメコミフィギュアコレクターのユウジは、自分の稼ぎのほとんどをフィギュアに使い込んだりするなどして、恋人である写真家のマミを困らせてばかりいる。そんなユウジが探しているのは、絶版となったコミックのヒーロー。「ヘルバンカー」のフィギュア。ユウジは世界に一つしかないといわれる「ヘルバンカー」を手に入れるために奔走する。マミを省みずに「ヘルバンカー」を追いかけるユウジに、マミは悲しげな表情を見せる。
彼の周りにいる人物も、筋金入りの中年SFマニアテラダ。モデラーなアニメオタクハサモト、レア物を手に入れるためならドラッグの密売や暴力にさえ手を染めるキムといった、一癖も二癖もあるマニアばかり。テラダとハサモトはこだわりを追求するあまり、自らの首を絞めている。そんな中、ユウジも「ヘルバンカー」の裏取引を500万円で持ちかけられ、マミと共用にしていた家具を売ってしまい、マミとの仲たがいを決定的なものとしてしまう。
ユウジは「ヘルバンカー」を手に入れることができるのか、そしてユウジとマミはやり直すことができるのか…

## スタッフ
- 監督・編集：須賀大観
- プロデューサー：藤巻直哉
- 制作プロデューサー：小椋悟
- 脚本：猪爪慎一
- 撮影：西久保維宏
- 照明：赤津淳一
- クリーチャーデザイン : 原健一郎
- フィギュア制作監修：蘆田明稔
- 製作：博報堂、テレビ東京、ブエナ ビスタ ホーム エンターテイメント
- 製作プロダクション：小椋事務所
- 配給：スローラーナー

## キャスト
- 伊藤英明（ユウジ）
- 真田麻垂美（マミ/麻美）
- 大塚明夫（テラダ）
- 山崎裕太（ハサモト/挟本和人）
- 櫻田宗久（キム）
- つじしんめい（クミホ）
- 関川陽子（イルマ）
- 大岩サチヲ（アキオ）
- ポール・ラドケップ PAUL RAUDKEPP（レン）
- 今村明宏（バーのオーナー）
- 鮎貝健（フリーボーン）
- デニス・ガン DENNIS GUNz（フィンク）
- パトリック・ハーラン PATRICK HARLAN（ガンダーク）
- クレール・タナー CLAIRE TANNER（アトレイデス）
- 岩永ヒカル（スケクシス）
- パトリック・マーチン PATRICK MARTIN（H.R.スーン博士）
- MATTHEW MEERSBERGEN（ジーン・カルボーナン）

## リンク
- 公式サイト - ウェイバックマシン（2004年3月26日アーカイブ分）